# Satyria polyantha
Satyria polyantha är en ljungväxtart som beskrevs av A. C. Smith. Satyria polyantha ingår i släktet Satyria och familjen ljungväxter. Inga underarter finns listade i Catalogue of Life.